# Мехидин Кадиров
Мехидин Мехмедов Кадиров е български политик и юрист от ДПС. От 2019 до 2023 г. е кмет на Опака, издигнат от ДПС.

## Биография
Мехидин Кадиров е роден на 20 януари 1973 г. в град Попово, Народна република България. През 1991 г. завършва средното си образование в ЕСПУ „Христо Ботев“ в Попово. През 1999 г. завършва Шуменски университет „Eпископ Константин Преславски“ със специалност „Турска филология“, а през 2009 г. завършва семестриално специалност „Право“ във Великотърновския университет „Св. св. Кирил и Методий“. 11 години работи като учител по турски език. През 2007 г. става директор на дирекция „Административно правно и информационно обслужване“ (АПИО).

### Политическа дейност
На местните избори през 2019 г. е избран от първи тур за кмет на община Опака, издигнат от ДПС. На проведения първи тур той получава 2008 гласа (или 58,05%), втори след него е Сабри Ахмедов от ГЕРБ с 1232 гласа (или 35,62%).